# Wellington (regija)
Wellington (maorski: Te Whanga-nui-a-Tara) je jedna od 16 regija u Novom Zelandu.

## Zemljopis
Regija se nalazi u južnom dijelu Sjevernog otoka. Površina joj iznosi 8.140 km². Susjedna regija je Manawatu-Wanganui na sjeveru. 

## Administrativna podjela
Središte i najveći grad regije je Wellington, koji je ujedno i sjedište Regionalnog vijeća.

## Stanovništvo
Prema popisu stanovništva iz 2011. godine u regiji živi 487.700 stanovnika, dok je prosječna gustoća naseljenosti 59,9 st./km². Regija Wellington je druga po etničkoj različitosti odmah iza Aucklanda. Prema popisu stanovništva iz 2006. godine, druga je s najvećim udjelom azijskog stanovništva od 8,4%, (Auckland: 18,9%) i druga s najvišim udjelom pacifičkog stanovništva 8,0%, (Auckland: 14,4%).  26,1% stanovništva regije rođeno je izvan Novog Zelanda (Auckland 40,4%). 

## Vanjske poveznice
- Službena stranica regije